# Paul Messner
Pour les articles homonymes, voir Messner.
Paul Messner, né le 1er janvier 1912 à Marlenheim (Alsace-Lorraine) et mort le 23 février 2005 à Lyon, est un athlète français, spécialiste du 1 500 mètres et du cross-country.
Il fut également collaborateur du Progrès.

## Carrière
- 13 sélections en équipe de France A.

Il a été vice-champion de France de cross-country en 1946 et 1947. Il a également pris la 3e place en individuel du Cross des nations en 1946 ; il a également obtenu la 1re place par équipes, en 1946[réf. souhaitée] et en 1947.
Aux Championnats d'Europe d'athlétisme 1946 à Oslo, il termine 7e de l'épreuve du 1 500 mètres. Dans les années 1960 à 1980, cet ancien champion de France spécialiste des 800 mètres et 1 500 mètres est entraîneur national basé à Lyon, où il organise tous les championnats de la Fédération française d'athlétisme (FFA) , en collaboration avec Tony Bertrand adjoint aux sports à la Mairie, qui vont mener de nombreux athlètes aux carrières en équipe de France ou internationales, dont Genavay, Nallet, Behm, Petit, Manfredi, etc.

## Hommages
- Chevalier de l'ordre national du Mérite[1]
- Officier de l'ordre des Palmes académiques

Un cross-country organisé annuellement par le comité d'athlétisme du Rhône porte son nom.